# Fábrica Sallarés Deu
La Fábrica Sallarés Deu es una obra de la ciudad española de Sabadell (Barcelona) incluida en el Inventario del Patrimonio Arquitectónico de Cataluña .

## Descripción
Fábrica con estructura de vapor, formada por cuatro naves de unos 12 metros de ancho por unos 50 metros de largo, separadas por los típicos patios de chatarreros y cubiertas con tejado a doble vertiente. El material empleado es la obra vista y en las fachadas, este hace un frontón entre la cornisa y los aleros de la cubierta. El conjunto ocupa toda una manzana en el ensanche de Gracia.